# Livornostraat
De Livornostraat is een straat in de Gibraltarbuurt, wijk Landlust, Amsterdam-West.

## Ligging en geschiedenis
De straat kreeg per raadsbesluit van 27 april 1933 haar naam, een vernoeming naar de Slag bij Livorno van 14 maart 1653. Meerdere straten in deze wijk zijn vernoemd naar zeeslagen. De straat loopt vanaf het zuiden naar het noorden. Ze begint aan de Gibraltarstraat (vernoemd naar de Slag bij Gibraltar) ter hoogte van het Gibraltarbadje. Ze eindigt op een ventweg van de Haarlemmerweg (vernoemd als weg tussen Amsterdam en Haarlem). Ook Eindhoven, Nederland, (in een wijk refererend aan Italië) en Elsene, België, hebben een Livornostraat.

## Gebouwen
De straat werd in een keer volgebouwd in de jaren 1936 tot en met 1938. Het maakt onderdeel uit van een complex van vijf blokken aan woningen die ontworpen zijn door architect Piet Kramer voor de Maatschappij ter verkrijging van eigen woningen. Kramer is bekend vanwege de door hem gehanteerde bouwstijl Amsterdamse School waarin soms ornamenten zijn toegepast. De vijf bouwblokken zijn gebouwd in crisistijd, reden waarom deze ornamenten hier slechts in beperkte mate aanwezig zijn. De bouwstijl is terug te vinden in de sluitstenen, uitkrullend metselwerk ter hoogte van de hemelwaterafvoeren en sierstenen bij de portalen. Typerend zijn ook de kleine vensters op een rij toegepast waar 4-lagenbouw overgaat in drielagenbouw. Doordat zowel de even als de oneven zijde deel uitmaken van het complex is er sprake van symmetrie in de bebouwing. Beide woonblokken werden later gerenoveerd waarbij onder andere de oorspronkelijke roedeverdeling verdeling verloren is gegaan. De balkons op de vier straathoeken zijn uitgevoerd in beton met open afscheidingen, daar waar de Amsterdamse School meest gesloten bakstenen balkons laten zien. De huisnummers lopen op van 1 tot en met 42 (nr. 41 ontbreekt).

## Afbeeldingen

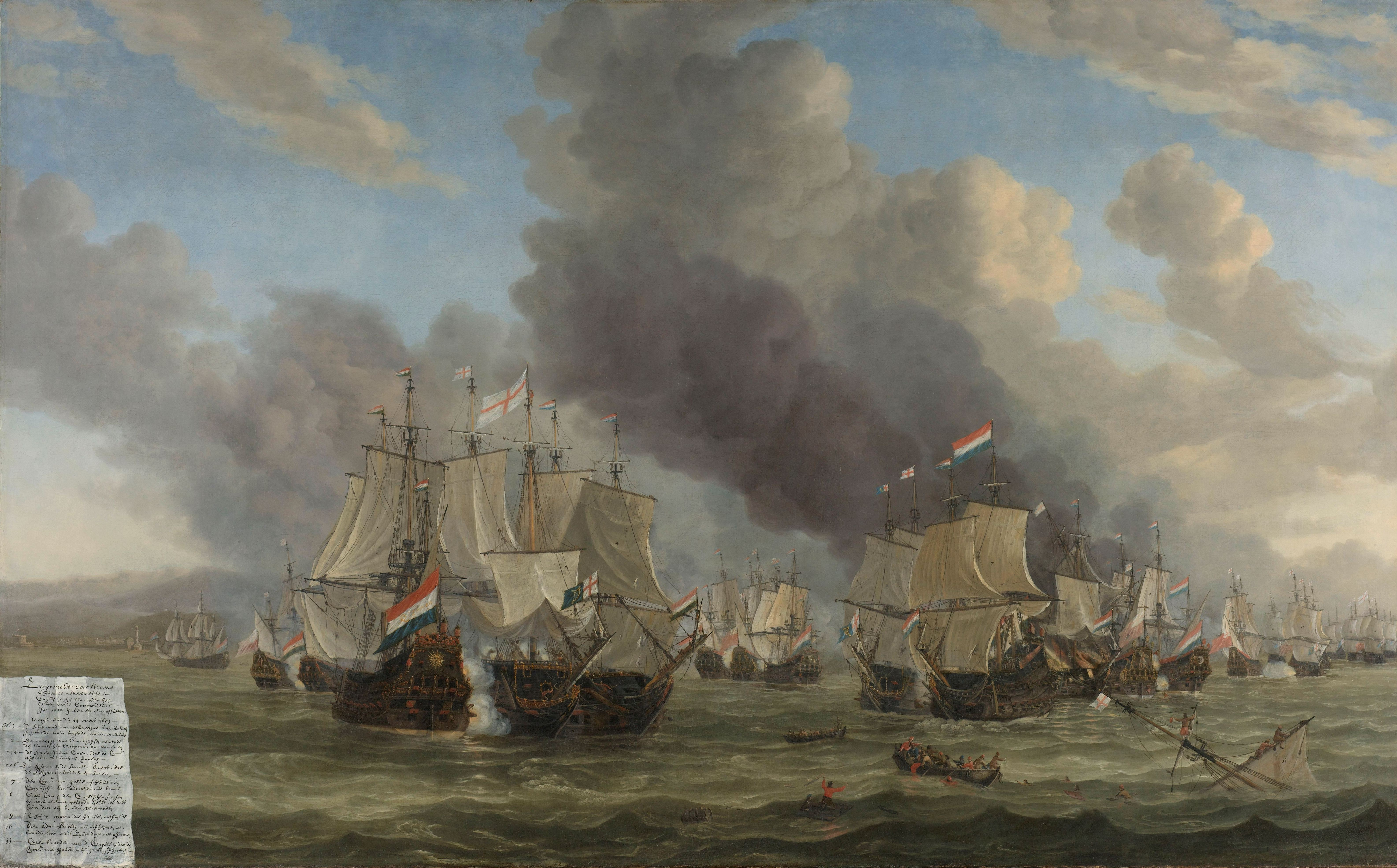
Slag bij Livorno door Reinier Nooms
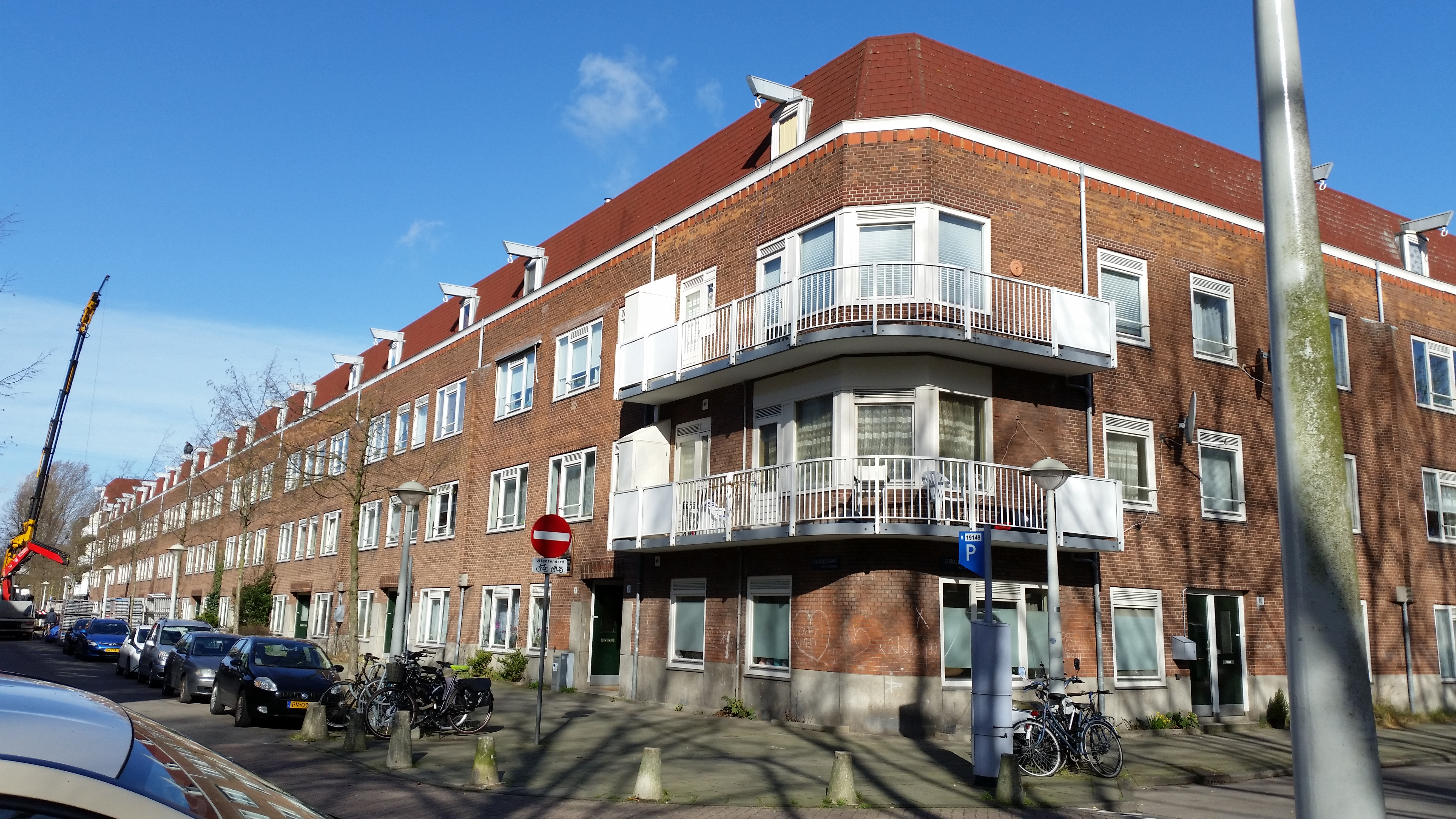
Livornostraat even met hijskraan (maart 2019)
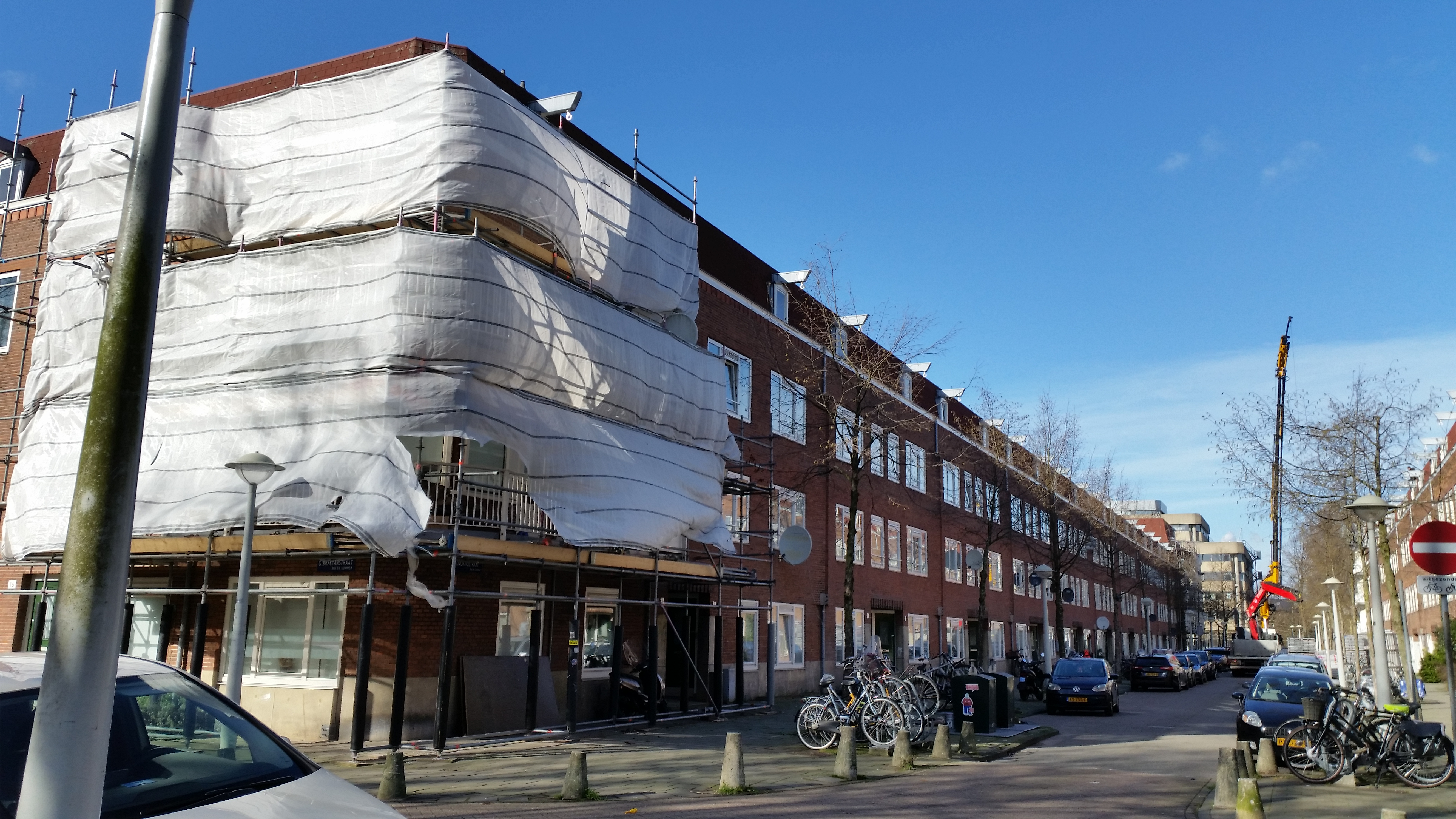
Livornostraat oneven met nr 1 in de steigers (maart 2019)